# Портико-э-Сан-Бенедетто

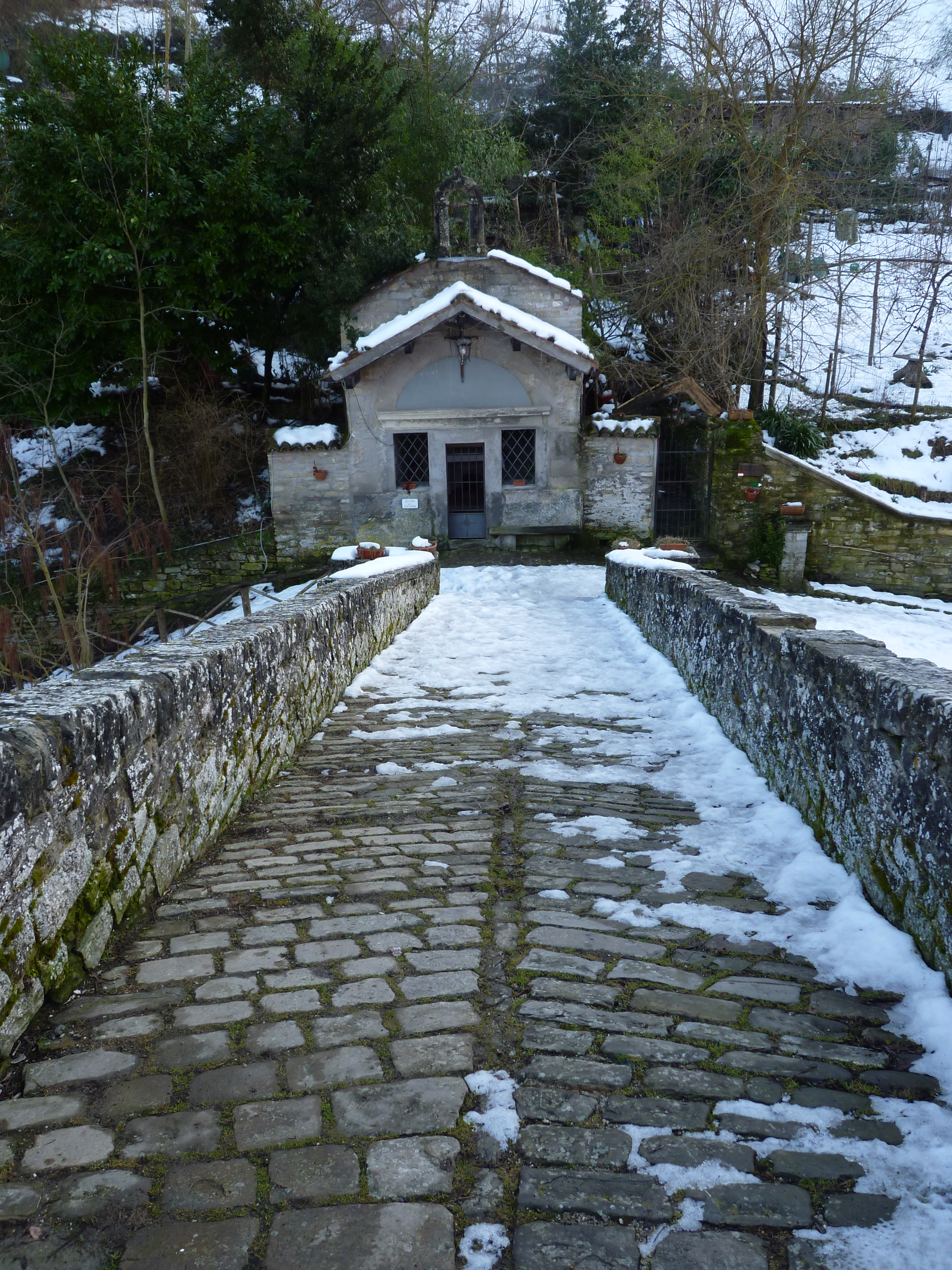
Oratorio della Visitazione, Portico

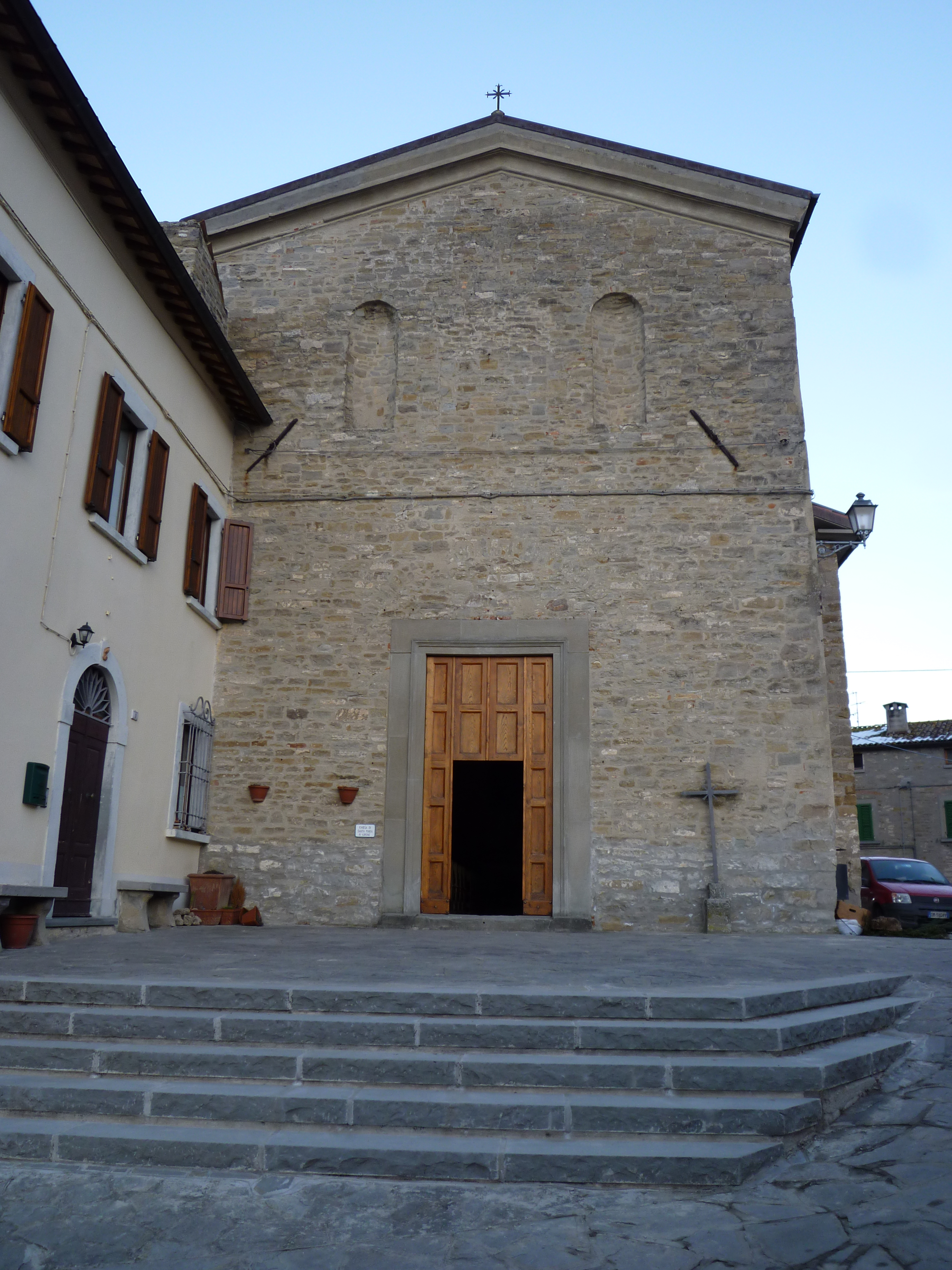
Santa Maria in Girone

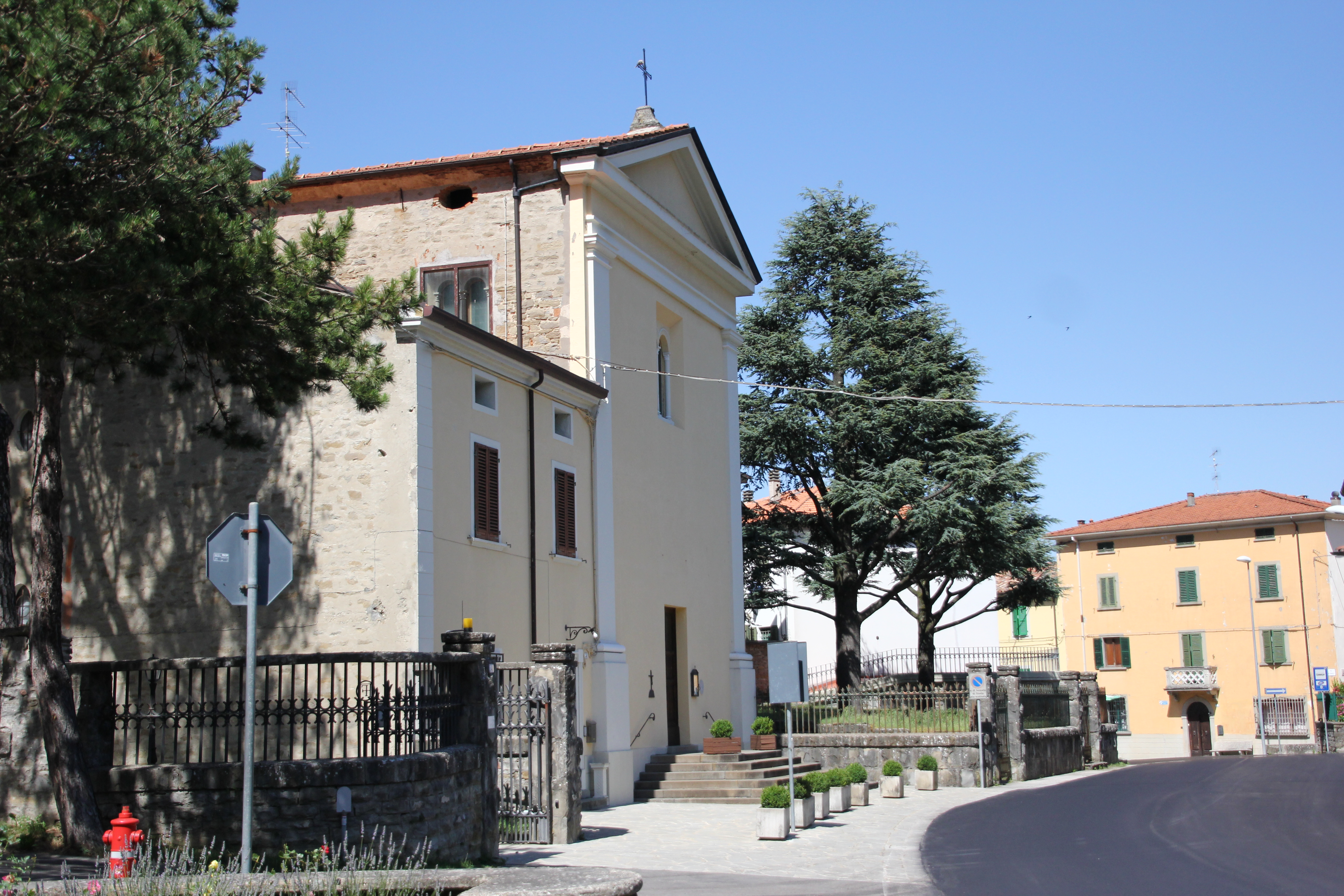
Bocconi: храм святого Лаврентия

Портико-э-Сан-Бенедетто (итал. Portico e San Benedetto) —  коммуна в Италии, располагается в регионе Эмилия-Романья, в провинции Форли-Чезена.
Население составляет 802 человека (2008 г.), плотность населения составляет 13 чел./км². Занимает площадь 61 км². Почтовый индекс — 47010. Телефонный код — 0543.
Покровителем коммуны почитается святой апостол Иаков Старший, празднование 25 июля.

## Демография
Динамика населения:

## Администрация коммуны
- Официальный сайт: http://www.comune.portico-e-san-benedetto.fc.it/ Архивная копия от 2 февраля 2019 на Wayback Machine